# Lamberto Dini

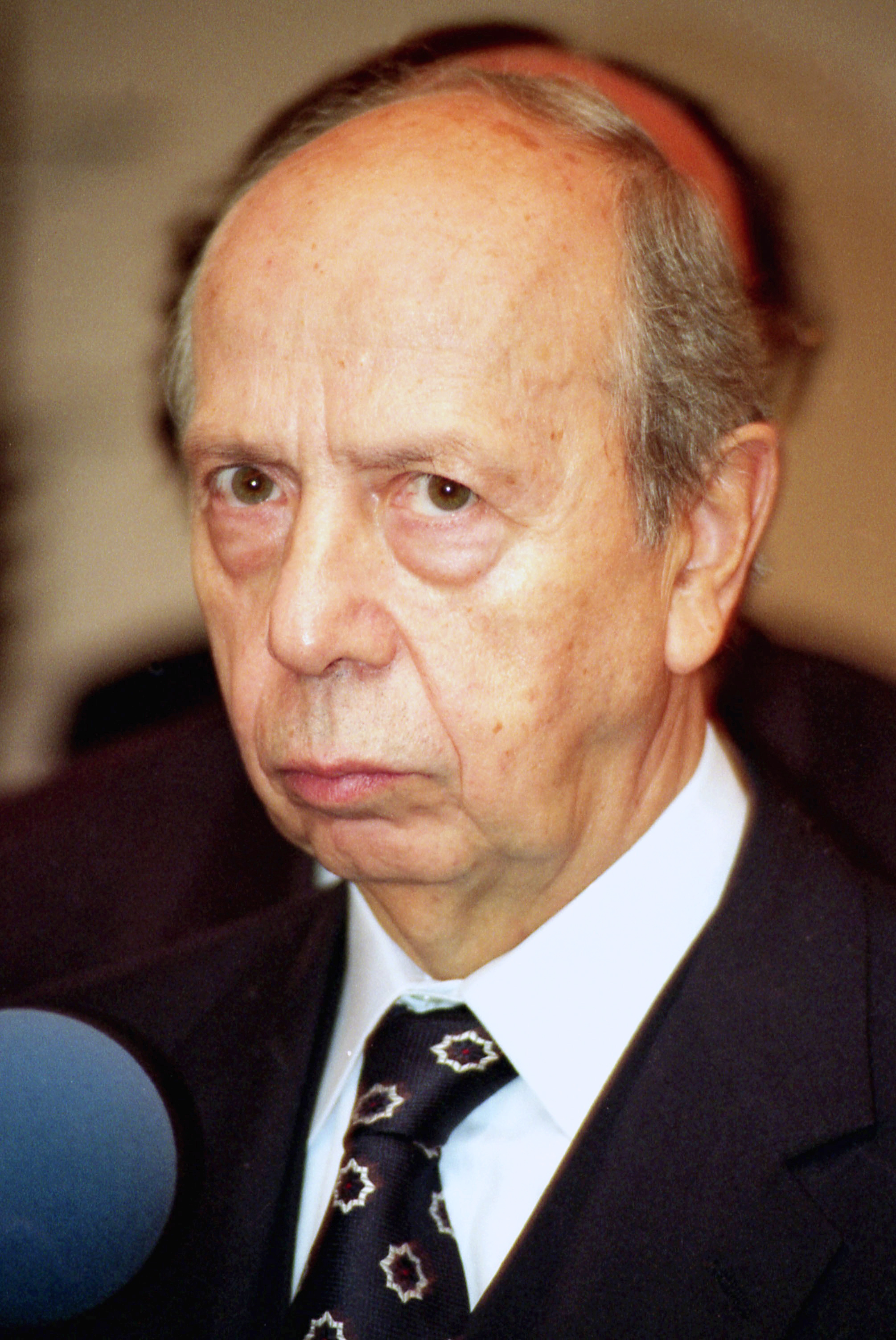
Lamberto Dini (2007)

Lamberto Dini (* 1. März 1931 in Florenz) ist ein italienischer Politiker (RI, DL, LD, PdL). Von Januar 1995 bis Mai 1996 war er Ministerpräsident des Landes.

## Politische Karriere
Von 1979 bis 1994 war Dini Generaldirektor der italienischen Zentralbank (Banca d’Italia), von Mai bis November 1994 diente er als Schatzminister im kurzlebigen Kabinett Berlusconi I. Im Januar 1995 stürzte Umberto Bossi (dessen Partei Lega Nord ihrer Stammwählerschaft nicht vermitteln konnte, wieso diese sezessionistische Partei nun plötzlich in Rom mit am Regierungstisch saß) Berlusconis Regierung. Dini wurde von Präsident Scalfaro zum Ministerpräsidenten berufen und bildete eine kurzlebige „Technokratenregierung“ (governo tecnico). Vom 19. Oktober 1995 bis zum 16. Februar 1996 war Dini auch Justizminister.
1996 gründete er die liberal ausgerichtete Kleinpartei Rinnovamento Italiano (RI), die bei der Parlamentswahl am 21. April 1996 4,3 % der Stimmen erhielt. Anschließend diente Dini bis Juni 2001 als Außenminister in den Kabinetten Prodi I, D’Alema I, D’Alema II und Amato II. 
2001 und 2006 wurde er auf der Liste der gemäßigten Sammelpartei La Margherita – Democrazia è Libertà (mit der seine Partei RI 2002 verschmolz) in den italienischen Senat gewählt. 2002/03 war er Mitglied des Europäischen Konvents zur Ausarbeitung einer Verfassung für Europa. Im Mai 2006 schlug ihn das Mitte-rechts-Bündnis Casa delle Libertà neben anderen Politikern als möglichen Kandidaten für das Amt des Staatspräsidenten vor; er erhielt aber keine nennenswerte Stimmenzahl. Im Juni 2006 wurde er Vorsitzender des außenpolitischen Ausschusses im Senat.
Dini war seit Mai 2007 an der Gründung der Mitte-links-Sammlungspartei Partito Democratico (PD) beteiligt, distanzierte sich aber im September von dem Projekt und gründete im Oktober 2007 eine eigene Splitterpartei unter dem Namen Liberal Democratici (LD – gleichlautend mit den Initialen Dinis). Diese Gruppierung, die mit einem Abgeordneten und drei Senatoren im Parlament vertreten war, zählte sich damals zur unabhängigen Mitte und entzog der Mitte-links-Regierung von Romano Prodi ihre Unterstützung.
Da die Liberal Democratici, entgegen ersten Ankündigungen, nicht der neuen Partei von Berlusconi Popolo della Libertà (PdL) beitraten, verließ Dini seine Partei, um am 29. März 2009 in die PdL einzutreten.
2009 wurde ihm der japanische große Orden der Aufgehenden Sonne am Band verliehen.